# 1er régiment de commandement et de soutien
Le 1er régiment de commandement et de soutien est une unité de l’armée française.

## Création et différentes dénominations
Le 1er Régiment de Commandement et de Soutien fut créé en 1978. Héritier du 1er Bataillon du Train des Équipages Militaires créé en 1807 par l'Empereur Napoléon Ier. Le régiment fut dissous le 2 juillet 1992, au cours d'une cérémonie où étaient présents le Général Cure, le Maire de Trèves, les autorités civiles et militaires allemandes, américaines. C'est au cours de cette cérémonie que l'étendard du régiment fut remis au général Cure après avoir reçu la Flamme de la République Fédérale d'Allemagne en reconnaissance de sa contribution au maintien de la paix.

## Garnisons
Trèves (Trier) RFA 
Stationné jusqu'en 1992 au quartier Castelforte à Trèves, son escadron d'instruction était quant à lui situé au quartier Castelnau quartier du 13e régiment de Génie toujours à Trèves. Les soldats de la 1re compagnie de transmission divisionnaire, quant à eux, suivaient leur formation (Formation Élémentaire Toutes Armes et spécialisation) au 51e Régiment de Transmission, basé au quartier Casablanca, également à Trêves. Dans le quartier Castelforte se trouvait l'état-major de la 1re Division Blindée.

## Chefs de corps
- Colonel Lair
- Lieutenant Colonel Desrousseaux de Médrano

## L'étendard
Nom des batailles inscrites sur les plis de son drapeau :
- Algérie 1843-1844
- Crimée 1855
- Grande Guerre 1914-1918
- France 1944

## Insigne
Écu couronné de l'aigle d'Osterodes, sur une roue dentée, au centre de l'écu est apposé l'insigne de la 1° Division Blindée, de plus il est divisé en quatre quartiers de couleurs différentes représentant les fonctionnalités du régiment :
VERT - BLANC - BLEU - ROUGE : 
Vert et blanc : l'escadron de Circulation (EC);
Bleu et blanc : l'escadron de Transmissions (ETRS);
Rouge : l'escadron de Commandement et de Quartier-Général (ECQG);
Vert : l'escadron de Transport (ET); 
Bleu : l'escadron du Matériel (EMAT);
Au total 5 escadrons.

## Sources